# محوطه شیرچاک علیا و سفلی
محوطه شیرچاک علیا و سفلی مربوط به هزاره دوم و اول قبل از میلاد است و در شهرستان املش، دهستان کجید، روستای شیرچاک واقع شده و این اثر در تاریخ ۲۵ اسفند ۱۳۸۰ با شمارهٔ ثبت ۵۴۰۰ به‌عنوان یکی از آثار ملی ایران به ثبت رسیده است.